# Belostoma flumineum
Belostoma flumineum är en insektsart som beskrevs av Thomas Say 1832. Belostoma flumineum ingår i släktet Belostoma och familjen Belostomatidae. Inga underarter finns listade i Catalogue of Life.